# ミューオンg-2実験

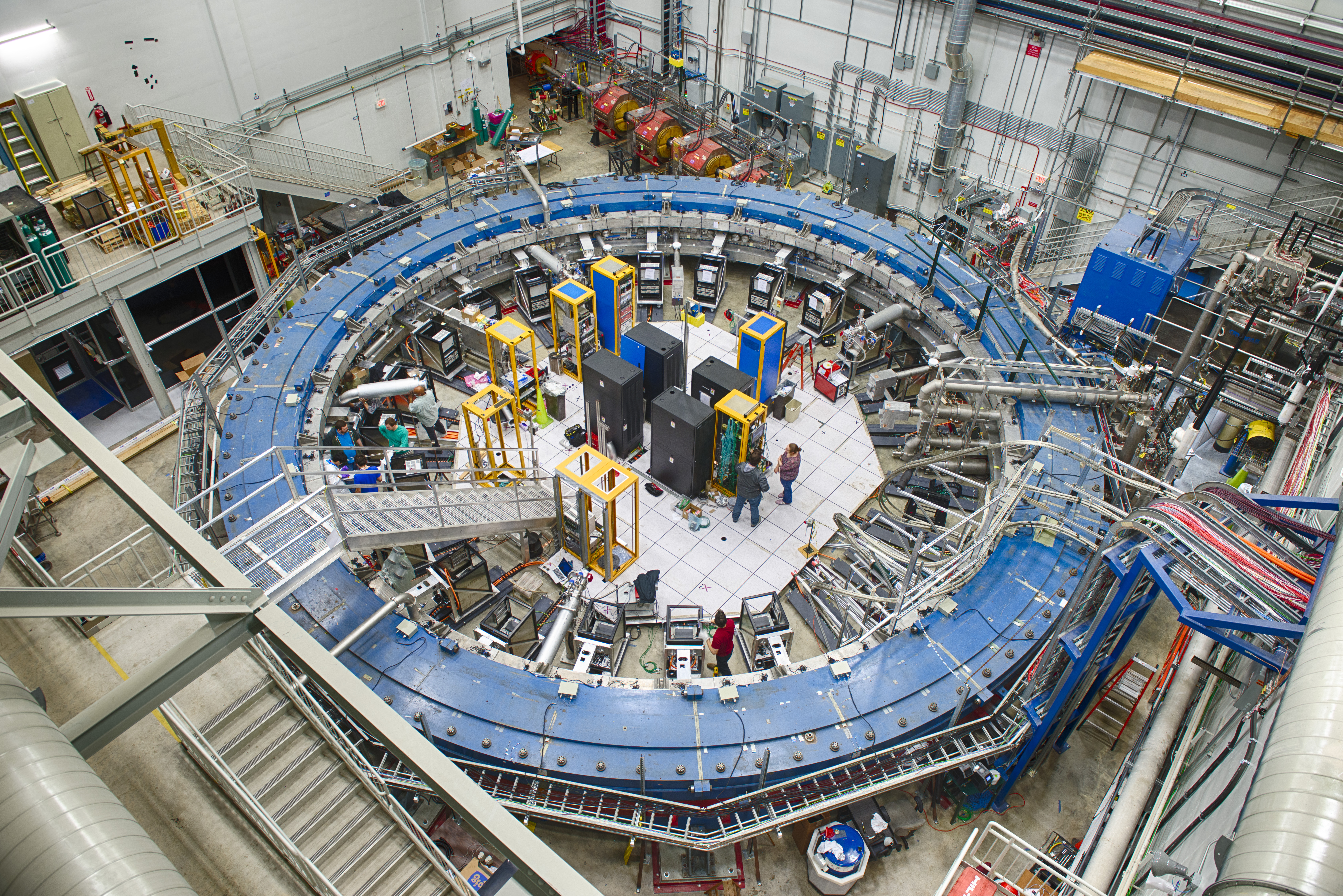
フェルミ研究所のg-2蓄積リング磁石は、元々はブルックヘブン研究所でのg-2実験のために設計されたものである。この形状により、リング内に非常に均一な磁場を確立することができる。

ミューオンg-2実験（ミューオン・ジー・マイナス・ツーじっけん、muon g-2）は、フェルミ国立加速器研究所で行われている素粒子物理学の実験で、ミュー粒子（ミューオン）の異常な磁気双極子モーメントを0.14ppmの精度で測定し、標準模型の高感度試験を行うものである。また、全く新しい粒子の存在を示す証拠にもなる可能性がある。
ミュー粒子は、より軽い電子と同様に、回転する磁石のような働きをする。g因子と呼ばれるパラメータは、磁石の強さ（磁気モーメント）とその回転速度（磁気回転比）を示す。gは2よりわずかに大きい値であるため、この実験ではg-2の値を測定しており、それが実験の名前になっている。このgと2との差（「異常」の部分）は、場の量子論からの高次の寄与によって生じる。g-2を高精度で測定し、その値を理論予測値と比較することで、実験が理論と一致しているかどうかを知ることができる。理論値と測定値がずれていれば、まだ発見されていない素粒子や物理法則の存在が示唆されることになる。
3回のデータ取得期間（Run-1、Run-2、Run-3）が終了し、2021年4月現在ではRun-4が進行中である。2021年4月7日、Run-1のデータ解析結果が発表された。実験チームは、測定値と標準模型による理論値との間のずれを確認し、この最新の実験結果は標準模型に疑問を投げかけるものであり、それゆえに現在理解されている物理学を更新する必要があるかもしれないと報告した。

## タイムライン

### CERNでの実験

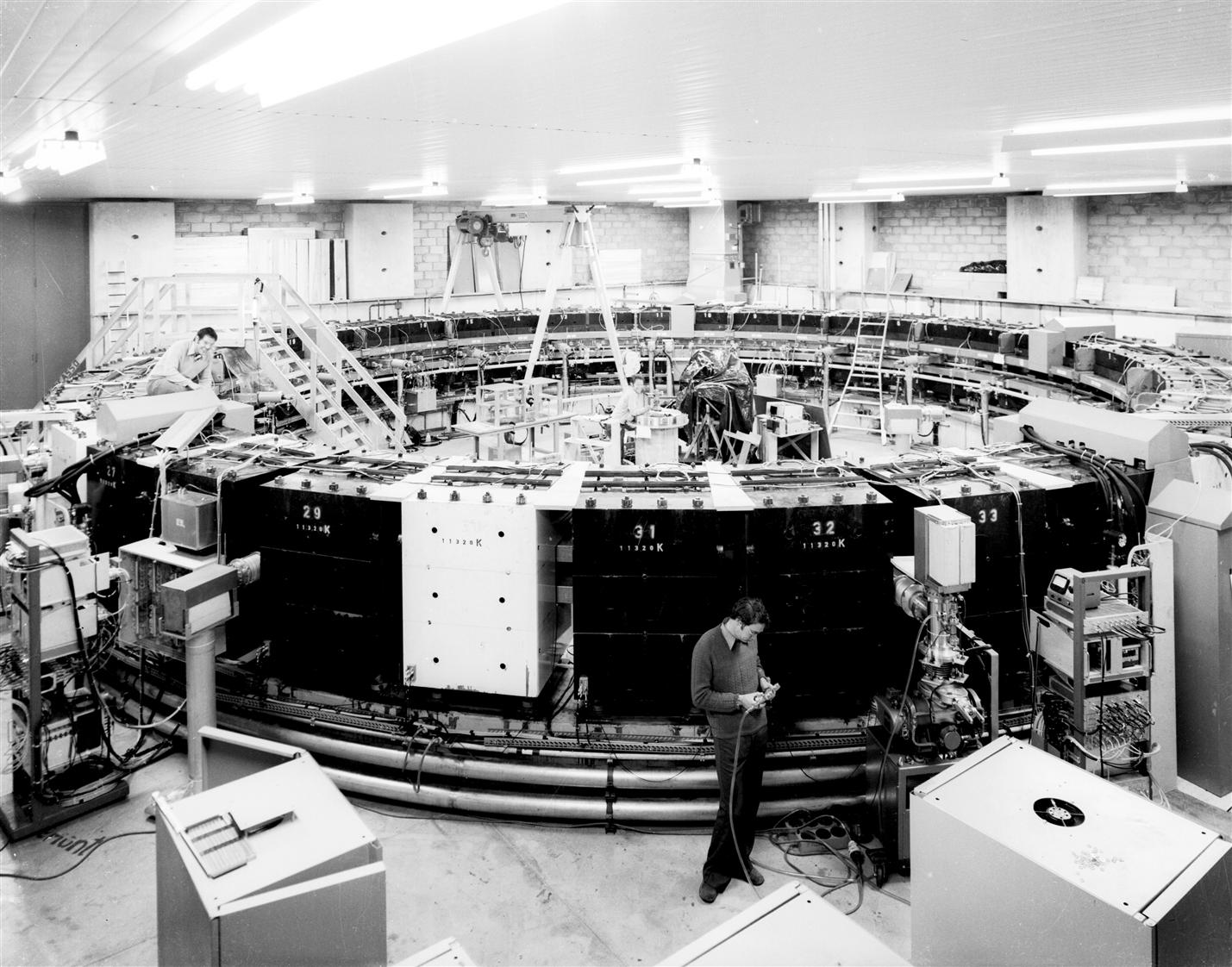
CERNのミューオンg-2実験の蓄積リング

最初のミューオンg-2実験は、1959年にレオン・レーダーマンの主導によりCERNで始まった。6人の物理学者のグループがCERNのシンクロサイクロトロンを使って最初の実験を行った。最初の実験結果は1961年に発表され、理論値に対して2%の精度であったが、2回目の実験では0.4%の精度となり、量子電磁気学の理論が検証された。
2回目の実験は、1966年に別のグループによって開始され、今度はCERNの陽子シンクロトロンを使って行われた。その結果は以前の結果の25倍の精度であり、実験値と理論値の間に量的な不一致を示した。そのため、物理学者たちは理論モデルを再計算する必要があった。1969年に始まった第3回目の実験は、1979年に最終結果を発表し、0.0007%の精度で理論を確認した。1984年にアメリカがg-2実験を引き継いだ。

### ブルックヘブン研究所での実験
ミューオンg-2実験の次の段階の研究は、ブルックヘブン国立研究所のAGシンクロトロンで行われた。この実験は、20倍の精度を目標に、CERNの最後の実験と同様に行われた。ブルックヘブンでは、3.094GeVのミュー粒子を一様に測定された磁場の中に保存し、ミュー粒子の崩壊電子を検出することで、ミュー粒子のスピンの歳差運動と回転周波数の違いを観測した。この精度の向上は、CERNで使用されていたビームよりもはるかに強力なビームを使用したことと、蓄積リングにミュー粒子を入射したことによるものである。これまでのCERNの実験では、蓄積リングにパイ中間子を入射していたが、そのうちのごく一部が崩壊して蓄積されるミュー粒子になる。この実験では、超強磁場超伝導蓄積リング磁石、パッシブ超伝導インフレクター磁石、注入されたミュー粒子を蓄積軌道に偏向させる高速ミューオンキッカー、蓄積領域の磁場をマッピングできるビームチューブNMRトロリー、その他多くの実験的進歩を用いて、より均一な磁場を実現した。この実験では、1997年から2001年にかけて、正と負のミュー粒子を用いてデータを取得した。最終的に得られた結果は、正と負のミュー粒子から得られた同程度の精度の一貫した結果を組み合わせて得られた aµ = (g−2)/2 = 11659208.0(5.4)(3.3) × 10−10 である。

### フェルミ研究所での実験
フェルミ研究所は、ブルックヘブン研究所で行われたミュー粒子の異常磁気モーメントを測定する実験を継続している。ブルックヘブンでの実験は2001年に終了したが、その10年後にブルックヘブンで使用していた装置をフェルミ研究所が入手した。より正確な測定（より小さなσ）を行うことで、矛盾を解消するか、標準模型を超える物理の実験的に観測可能な例として確認することを目指している。
2015年9月に磁石を改修して電源を入れたところ、移転前と同じ1.3ppmの基本磁場の均一性が確認された。
2016年10月に、磁石を再構築し、慎重にシムを調整することで、均一性の高い磁場が得られるようになった。フェルミ研究所での新たな取り組みにより、全体の均一性が3倍に向上しており、これはより高い精度を目標とした新しい測定に重要な意味を持つ。
2017年4月、共同研究者たちは、検出器システムを較正するために、陽子を使った最初の本番運転に向けて実験の準備を行った。2017年5月31日に本番運転が開始され、フェルミ研究所に移設されてから初めて、磁石にミュー粒子のビームが当たった。データ収集は2020年まで行う予定としていた。
2021年4月7日に実験結果が発表された。その結果は、 aµ = 116592040(54)×10−11 だった。ミューオンg-2実験チームが発表した、新たな世界平均は、g因子: 2.00233184122(82)、異常磁気モーメント: 0.00116592061(41) である。フェルミ研究所とブルックヘブン研究所の結果を組み合わせると、理論値との差は4.2σとなり、素粒子物理学において要求される5σには少し及ばないものの、新しい物理学の有力な証拠となるものである。今回の結果が統計的な変動である可能性は4万分の1程度である。

## 磁気モーメントの理論
荷電レプトン（電子、ミュー粒子、タウ粒子）のgの値はほぼ2である。gと2との差（異常部分）はレプトンに依存しており、現在の素粒子物理学の標準模型に基づいて非常に正確に計算することができる。電子における測定結果は、この計算結果と完全に一致している。ブルックヘブン研究所では、寿命が短く技術的に困難なミュー粒子の測定を行い、測定値と標準模型による予測値との間にの間に、決定的ではないが3.7σの不一致（0.00116592089対0.0011659180）が検出された。
電子のg-2の測定は、物理学において最も正確に決定される量である。最近では、1013分の3まで測定され、QEDでは12,672個のファインマン・ダイアグラムの和からその値が計算されている。しかし、このような実験的・理論的偉業にもかかわらず、新粒子からの(m/M)2の寄与は、質量が小さい場合（すなわち、質量が100MeV以下）にしか識別できず、現在のところ、測定値と予測値はよく一致している。
対照的に，電子の220倍の質量を持つミュー粒子のg-2の測定は、10MeVから1000GeVの範囲の質量を持つ新粒子に感度を持ち、したがって上限ではLHCの実験と同様の質量領域を探っていることになるが、方法は全く異なる。ミュー粒子のg-2の測定は、LHCの感度よりも低い質量の物理を探ることもできる。

## 設計

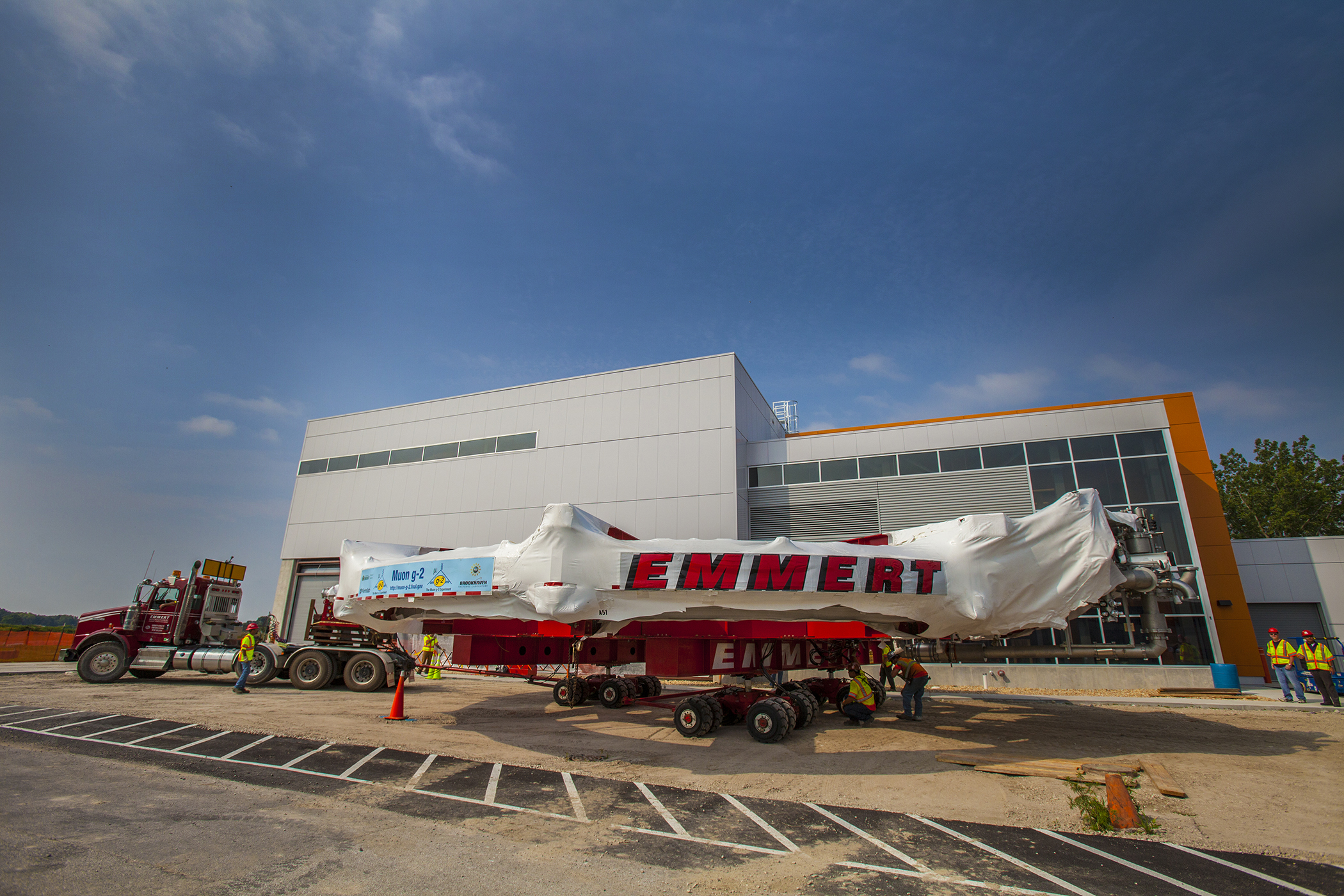
ブルックヘブン研究所からフェルミ研究所の実験ホール(MC1)に到着したg-2リング（2014年7月30日）

実験の中心となるのは、非常に均一な磁場を持つ直径50フィート（15メートル）の超電導磁石である。この磁石は、2013年の夏、ニューヨーク州ロングアイランドにあるブルックヘブン研究所からイリノイ州シカゴ近郊のバタヴィアにあるフェルミラボ研究所まで、分解されずにそのままの形で輸送された。35日間で3,200マイル（約5,200キロメートル）を移動したが、そのほとんどは艀船に乗せられて水上を移動した。東海岸を通り、アラバマ州モービルからテネシー川・トンビッグビー川の水路（テネシー・トンビッグビー水路）に入り、最後はミシシッピ川を通った。最初と最後の陸上区間は、夜間に高速道路を閉鎖し、特別なトラックに乗せて移動した。

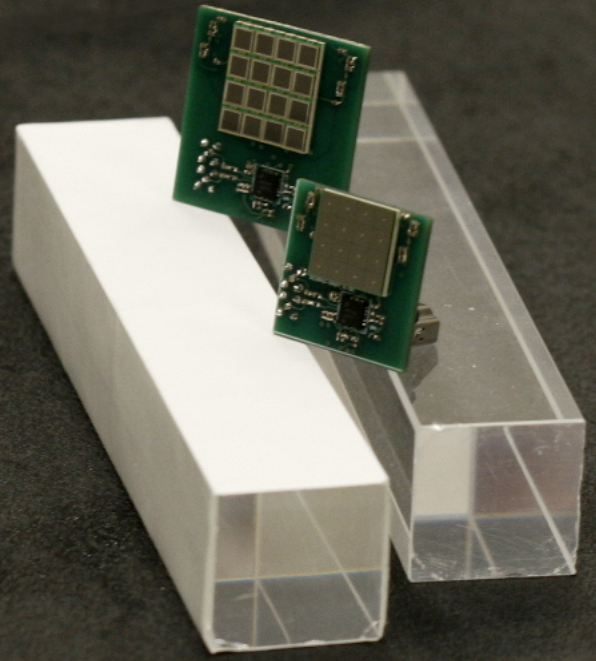
25 mm×25 mm×140 mmのPbF_{2}結晶のサンプル（裸でミリポア紙に包まれている）と、浜松ホトニクスの16チャネル・モノリシックSiPM

### 検出器
磁気モーメントの測定は、蓄積リングの内側に一様に配置された24個の電磁カロリーメーター検出器によって実現されている。カロリーメーターは、蓄積リング内でミュー粒子が崩壊したときの崩壊陽電子のエネルギーと到着時間（入射時間に対する相対値）および陽電子の数を測定する。ミュー粒子が陽電子と2つのニュートリノに崩壊した後、陽電子は元のミュー粒子よりも少ないエネルギーになる。このため、磁場によって陽電子は内側に巻き取られ、セグメント化されたフッ化鉛(II)のカロリーメーターに衝突し、シリコン光電子増倍管(SiPM)によって読み取られる。
粒子検出器は、蓄積リングでのミュー粒子崩壊による陽電子の軌道を記録する。トラッカーはミュー粒子の電気双極子モーメントの測定を行うことはできるが、磁気モーメントの測定を直接行うことはできない。トラッカーの主な目的は、ミュー粒子のビームプロファイルを測定することと、イベントのパイルアップの分解能（カロリーメーターの測定における系統的不確かさの低減のため）である。

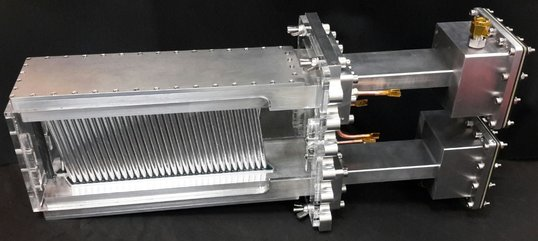
4列32本のストローのうちの1本を示す。ストロー（長さ100mm、直径5mm）は、アルゴン:エタン比1:1の気体で満たされ、電離箱のような役割を果たす。中央の陰極線は+1.6である。

### 磁場
磁気モーメントをppbレベルの精度で測定するためには、同レベルの精度を持つ一様な平均磁場が必要となる。g-2実験で目標としたのは、時間とミュー粒子分布を平均して、磁気の不確かさレベルを70ppbにすることだった。超伝導磁石を使って蓄積リングに1.45 Tの均一な磁場を作り、移動式トロリーに搭載したNMRプローブを使って、（真空を破らずに）リング全体に磁場値を積極的にマッピングする。トロリーの校正は、基準温度（34.7℃）における球状の水サンプル中の陽子のラーモア周波数を基準とし、新規のヘリウム3磁力計との相互校正を行う。

### データ収集
実験に不可欠なのは、検出器からのデータフローを管理するデータ収集(DAQ)システムである。今回の実験では、生データを18GB/sの速度で取得できる性能が求められた。これは、24個の高速GPU(NVIDIA Tesla K40）を用いた並列データ処理アーキテクチャを採用し、12ビット波形デジタイザーからのデータを処理することで実現している。このシステムは、MIDAS DAQソフトウェアフレームワークによって制御されている。DAQシステムは、1296個のカロリーメーターチャンネル、3つのストロー・トラッカー・ステーション、および補助的な検出器（エントランスミュー粒子カウンターなど）からのデータを処理する。この実験の総データ出力量は2PBと推定される。

## 共同研究者
実験に参加しているのは、以下の大学、研究所、企業である。

### 大学
- ボストン大学
- コーネル大学
- ヨハネス・グーテンベルク大学マインツ
- シカゴ大学
- イリノイ大学アーバナ・シャンペーン校
- ジェームズ・マディソン大学
- KAIST（韓国科学技術院）
- ケンタッキー大学
- リヴァプール大学
- ランカスター大学
- ユニヴァーシティ・カレッジ・ロンドン
- マンチェスター大学
- マサチューセッツ大学
- ミシガン州立大学
- ミシガン大学
- ミシシッピ大学
- モリーゼ大学（英語版）
- ナポリ大学
- ノースセントラル・カレッジ
- ノーザンイリノイ大学（英語版）
- レジス大学（英語版）
- 上海交通大学
- ドレスデン工科大学
- ウーディネ大学
- バージニア大学
- ワシントン大学

### 研究所
- アルゴンヌ国立研究所
- ブルックヘブン国立研究所
- フェルミ国立加速器研究所
- ブドカー核物理学研究所（英語版）
- イタリア国立核物理学研究所（英語版）(INFN)
- ドゥブナ合同原子核研究所
- INFNフラスカーティ国立研究所（英語版）
- 韓国基礎科学研究院（英語版）